# Патрульная служба Милиции Кыргызстана
Управление патрульной службы милиции Кыргызстана, УПСМ  (кирг. Милициянын кайгуул кызматынын башкармалыгы, МККБ) — служба в составе Милиции Кыргызстана, который был создан в Министерстве внутренних дел Кыргызской Республики 31 октября 2019 года.

## История службы
В 2016 году в Кыргызстане уже существовала патрульная милиция, но она была упразднена. В 2017 году было создано Управление по обеспечению безопасности дорожного движения (УОБДД), а в 2019 году было принято решение о создании патрульной службы милиции, объединяющей патрульно-постовую службу (ППСМ) и службу по обеспечению дорожной безопасности
УПСМ было образовано в результате реформы органов внутренних дел в 2019 году, когда традиционное дорожное патрулирование и функции охраны общественного порядка были объединены в единую службу.
Основной целью реформы стало повышение доверия граждан к милиции, сокращение коррупции, а также усиление контроля за соблюдением правопорядка в населённых пунктах.

## Основные функции
УПСМ выполняет следующие функции:

	•	Патрулирование улиц и общественных мест;

	•	Пресечение административных правонарушений и преступлений;

	•	Обеспечение безопасности дорожного движения;

	•	Оперативное реагирование на вызовы граждан;

	•	Профилактика правонарушений среди населения.
Сотрудники УПСМ работают в экипажах, состоящих из двух человек, и патрулируют улицы как на автомобилях, так и пешком. Все патрульные оснащены нагрудными видеорегистраторами.

## Структура
УПСМ подчиняется Министерству внутренних дел КР и имеет подразделения во всех регионах страны. В городах Бишкее и Ош действует центральное командование, осуществляющее контроль и координацию работы патрульных групп.

## Образование и подготовка сотрудников
Все кандидаты на службу в УПСМ проходят конкурсный отбор, медицинское освидетельствование, а также обучение в специализированных учебных центрах МВД. Обучение включает в себя правовую подготовку, физическую подготовку, основы коммуникации с гражданами и стрессоустойчивость.

## Критика и вызовы
Хотя с момента запуска реформы отмечалось улучшение дисциплины и вежливости патрульных, некоторые правозащитные организации и граждане продолжают указывать на отдельные случаи превышения полномочий и формальный подход к работе
Также в СМИ регулярно поднимается вопрос о нехватке кадров, техническом обеспечении и перегруженности сотрудников УПСМ в крупных городах.